# Anna Luther
Anna Luther (7 de julio de 1893 – 16 de diciembre de 1960), a veces acreditada como Ann Luther o Anne Luther, fue una actriz estadounidense. Era conocida como "la chica de los posters".

## Primeros años y carrera
Anna Luther nació en Newark, Nueva Jersey, el 7 de julio de 1893, aunque algunas fuentes indican que su fecha de nacimiento fue en 1894 o 1897, y su lápida funeraria indica la fecha de 1897. Sin embargo, aparece en el censo de 1905 con 12 años de edad. Era la menor de cuatro hermanos de Jacob Luther, representante comercial de máquinas de coser en Nueva York, y Sarah Limonick, comadrona. Sus padres eran inmigrantes judíos procedentes de Rusia que llegaron a Estados Unidos en 1891. Tenía dos hermanos, Elan y Hyman, y una hermana, Pauline. Pasó su infancia en Newark y Jersey City.

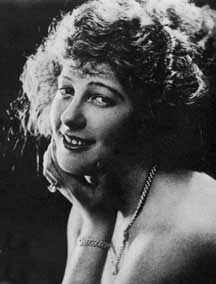
Luther en la década de 1910

Luther debutó en el cine en 1913 con el cortometraje Hearts of the Dark, seguido de The Fly Leaf of Fate (1913) y The Changeling (1914). Su primer largometraje fue The Wolf (1914), en el que apareció acreditada como Ann Luther. Protagonizó junto a William Garwood Her Moment (1918). Entre sus otros créditos cinematográficos se incluyen papeles en Melting Millions (1917), The Governor's Lady (1923) y Sinners in Silk (1924). Apareció en 48 películas entre 1913 y 1957, siendo su última aparición en la pantalla en The Wayward Bus (1957), en la que interpretó un papel sin acreditar.
Los periódicos describían su cabello como de tono anaranjado. En 1915, Motion Picture Classic dijo que Luther tenía "uno de los bungalows más magníficos de California."

## Litigio judicial
Luther nombró a Peggy Hopkins Joyce como amiga y al operador minero y millonario de Los Ángeles, California, Jack White, como amante. White acompañó a Luther a California como productor teatral. En junio de 1924, la actriz presentó una demanda por incumplimiento de contrato por valor de 100 000 dólares contra White por supuestamente prometerle protagonizar cuatro películas. En una contrademanda, White exigió un reembolso de 10 000 dólares gastados en la película de Luther y acusó a Luther de tener mala reputación. White sostuvo que no violó la Ley Mann simplemente por compartir el mismo salón con Luther en su viaje al oeste.
Algunos de los testigos previstos para el juicio eran Charlie Chaplin, Evelyn Nesbit, Pearl White y Mabel Normand. Los abogados de White sacaron a relucir la muerte del director de cine mudo William Desmond Taylor, asesinado. Afirmaron que Luther le dijo a White que pagara o "cuidara de lo que le había pasado a Taylor".
Durante el proceso judicial, Luther admitió haber pagado 2500 dólares de alquiler por su casa en Great Neck, aunque en ese momento solo tenía 141 dólares en su cuenta bancaria. White admitió tener un contrato con Luther, pero los abogados de este lograron que Luther hiciera una serie de confesiones que perjudicaron su caso. El juez presidente desestimó la demanda de Luther por no haber podido demostrar la existencia de un contrato legal entre ella y White. Tras la conclusión del juicio, Luther presentó una moción para solicitar un nuevo juicio.

## Matrimonios y escándalo
El primer matrimonio de Luther fue con el abogado neoyorquino Samuel E. Dribben en 1913, pero terminó en divorcio ese mismo año. A continuación, se casó con Edward Gallagher, del dúo cómico de vodevil Gallagher y Shean, el 5 de diciembre de 1923. Ella y Gallagher se separaron en febrero de 1924, y su esposo siguió actuando en giras, mientras que Luther volvió al cine.
En marzo de 1925 fue nombrada codemandada en una demanda presentada por la actriz Dagmar Godowsky. Godowsky inició los trámites de divorcio tras afirmar que había descubierto a Luther con su esposo, el actor Frank Mayo, en el apartamento de este. Luther y Mayo se casaron más tarde, y el matrimonio de Mayo con Godowsky fue anulado en 1926 porque la sentencia de divorcio de Frank Mayo y su primera esposa, Joyce Eleanor Moore, nunca se redactó.
Luther y Juanita Hansen fueron nombradas como dos codemandadas en una demanda de divorcio presentada por Evelyn Nesbit contra Jack Clifford. Clifford había abandonado a Nesbit en 1918 y ella se divorció de él en 1933.

## Muerte
Luther falleció en la residencia Motion Picture Country Home de Woodland Hills en 1960, a los 63 años. Su funeral fue oficiado por Pierce Brothers of Hollywood en la Mount Sinai Cemetery Chapel, y fue enterrada en el Mount Sinai Memorial Park. En su lápida figura su nombre, Anne Luther, y su epitafio reza "Tía querida".

## Filmografía seleccionada
- The Island of Desire (1917)
- Melting Millions (1917)
- Her Moment (1918)
- Why Women Sin (1920)
- The Woman Who Believed (1922)
- The Governor's Lady (1923)
- The Truth About Wives (1923)
- Sinners in Silk (1924)